# 反ユダヤ法
反ユダヤ法（はんユダヤほう）とはフランスが、ユダヤ人社会を規制するための法律である。1940年10月3日に可決された。ユダヤ人の定義、ユダヤ人の職業の自由など細かく規制している。これによりフランス内でユダヤ人の生活はより厳しくなった。